# Rombout Faydherbe
Rombout Faydherbe (Mechelen, 14 december 1649 - Naxos?, 1674?) was de zoon van Lucas Faydherbe. Hij was eerst leerling van Jacob Jordaens en Diepenbeeck en nadien een van de hofschilders van de Marquis de Nointel, een ambassadeur van Lodewijk XIV van Frankrijk.

## Biografie

### Vroege leven
Op zeventienjarige leeftijd werd Rombout geconfronteerd met een gewelddadige aanslag op zijn persoon. In niet nader genoemde werd hij op 23 mei 1666 door een zekere Cornelis Vanden Brande in de rug gestoken, ter hoogte van de Liersesteenweg, net buiten de Koepoort. De dader moest hiervoor terechtstaan op 18 mei 1668. Als straf moest hij om vergiffenis bidden en verder moest hij nog voor acht dagen in de gevangenis op water en brood. Hij diende een boete te betalen van 14 Brabantse schellingen. Rombout stond voor de poort van Sint-Pieter, want de acte vermeldt de aard van de misdaad met o.a. de volgende woorden: op peryckel van sterven

### Belgrado
Rombout verbleef te Belgrado tijdens de jaren 1670-1672. In een van zijn brieven blijkt dat Rombout goed in Belgrado alles heeft wat hij nodig heeft. Hij mist enkel zijn beddenlakens. Hij vraagt ook regelmatig om geld toe te sturen. Op 22 juli 1671 meldt Rombout dat de Turkse grootvizier in Belgrado geweest is en dat het ginds op dat ogenblik verboden is om proviand te versturen.

### Patronage van de Nointel
Na zijn "Servische periode" verblijft Rombout in het gezelschap van Charles François Olier, marquis de Nointel, de Franse ambassadeur van Lodewijk XIV in Constantinopel. Tussen de 22ste mei en de 16de juni 1672 schilderde Rombout de portretten en muntstukken van sultan Mehmet IV en de reiskitab. Hij maakte ook een zicht op Adrianopel, de huidige Turkse stad Edirne, en een portret van de Turkse grootvizier.
Het portret dat Rombout van de sultan maakte was op zijn minst ophefmakend: De gelijkenis was treffend, aldus vele Turken en zelfs gewone mensen die hun sultan niet veel in levenden lijve zagen.
Op 20 september 1673 vertrok de Marquis de Nointel en zijn gezelschap waaronder Rombout en zijn collega-schilder J.F. Mareschal vanuit Constantinopel. Zij bezochten Tenedos, Troje, Mytilene, Chios, Mykonos, Delos, Paros, Naxos, Paros Antiparos, Patmos, Leros, Kos, Rhodos, Cyprus, Tripoli, Sais, Jaffa, Jerusalem, Acre, Aleppo, Antichia, Santorini, Milo, Piraeus, Athene, Skyros en Smyrna.
Nointel droeg Rombout op alles te schilderen wat enigszins interessant zou lijken. Het was op 25 september 1673 dat de ambassadeur en zijn gevolg ontscheepte in Therapia, op een ingehuurd vrachtschip.

### Sterven
Rombout zou niet lang kunnen meegenieten van de reis. Sommigen beweren dat hij overleed einde 1673 op het eiland Naxos, doch niet iedere wetenschapper is daarvan overtuigd. Volgens een brief van Philippus Van Thielen (zoon van de bekende Jan Philip) uit Graz aan Guilliam Forchondt, een Antwerps zakenman in Wenen, zou Rombout gestorven zijn van de pest, maar er staat niet uitdrukkelijk in dat het te Edirne of te Constantinopel was. De brief dateerde overigens van 14 december (mogelijk het jaar 1673).